# ذراع القصاص

تعديل مصدري - تعديل

ذراع القصاص هي إحدى قرى عزلة سباح بمديرية سباح التابعة لمحافظة أبين، بلغ تعداد سكانها 93 نسمة حسب تعداد اليمن لعام 2004.